# Eberhard I (biskup Bambergu)
Eberhard (ur. ok. 973, zm. 13 sierpnia 1040 w Bambergu) – pierwszy biskup Bambergu w latach 1007 – 1040.
Pochodził prawdopodobnie z rodziny grafów von Abenberg. Być może był krewnym cesarza Henryka II. Działał na jego dworze, pełniąc funkcje kanclerza, wysłannika do Italii i doradcy.
Na synodzie we Frankfurcie nad Menem król Henryk II uzyskał zgodę większości biskupów na założenie nowego biskupstwa, po tym, jak otrzymał taką obietnicę ze strony papieża. Mimo sprzeciwu dwóch biskupów (Henryka z Würzburga i Heriberta z Kolonii), Eberhard został wyświęcony na biskupa Bambergu przez Willigisa z Moguncji.
Eberhard przyczynił się do założenia kościoła Św. Stefana i klasztoru Michelsberg. Szybko również rosły nabytki nowej diecezji. Otrzymała bowiem wiele nadań ziemi ze strony Henryka II i Konrada II.
Jego następcą został Suitger von Morsleben – późniejszy papież Klemens II.